# Witold Banach
Witold Banach (ur. 1959 w Ostrowie Wielkopolskim) – historyk, pisarz, działacz kulturalny. Organizator (w 1988 roku) i dyrektor Muzeum Miasta Ostrowa Wielkopolskiego.

## Twórczość
Prozaik, autor słuchowisk, esejów, wierszy (Apokryfy) i opowiadań związanych z fantastyką naukową. Część z nich wydano w zbiorze Nowa forma spotkania (2001). W 1976 roku wyróżniono w konkursie Polskiego Radia na słuchowisko science-fiction jego debiutancki tekst Czarna Dziura (emisja 1977). W tym samym konkursie, w 1981, otrzymał II nagrodę za słuchowisko Człowiek-literatura (emisja 1981), a w 1987 wyróżniono tekst Powitanie (emisja 1988). Ponadto, przez Polskie Radio zrealizowane zostały jeszcze teksty: Nowa forma spotkania (1982, 1984, 1986), Nie piszcie kryminałów (1984, 1985, 1986).
Organizator (w 1988 roku) i dyrektor Muzeum Miasta Ostrowa Wielkopolskiego. Popularyzator historii Ostrowa Wielkopolskiego i południowej Wielkopolski. Autor i wydawca licznych publikacji związanych z regionem ostrowskim.
Za osiągnięcia jako historyk i animator kultury wyróżniony został nagrodą Wielkopolskiego Towarzystwa Kulturalnego (1988) oraz Polcul Foundation (1992, w skład kapituły wchodzili: Stanisław Barańczak, Jerzy Boniecki, Mirosław Chojecki, Jerzy Giedroyć, Gustaw Herling-Grudziński, Jan Nowak-Jeziorański, Jan Pakulski, Eugeniusz Smolar, Jakub Święcicki). Album Witolda Banacha Ostrów Wielkopolski w dawnej pocztówce 1897-1939 nominowany został do nagrody Edukacja 99' na Międzynarodowych Targach Książki Edukacyjnej (jako jedyny spoza wielkich ośrodków wydawniczych takich jak Warszawa, Kraków, Wrocław, Poznań). Wydana w 2005 roku publikacja Ostrów pod znakiem pegaza została wyróżniona przez jury Poznańskiego Przeglądu Nowości Wydawniczych "Książka Wiosny 2005".

## Wybrane publikacje
Fantastyka naukowa
- Apokryfy (1985),
- Nowa forma spotkania (2001), zbiór opowiadań i słuchowisk (w nawiasie pierwsza publikacja):
  - Dar od bogów (fanzin "Kwazar", nr 17, styczeń 1974)
  - Nowa forma spotkania (premiera adaptacji radiowej: 5 grudnia 1982 r., pr. I PR; "Kwazar", nr 10, lato 1983 r.)
  - Nie piszcie kryminałów (w publikacji prasowej Ofiara dobroci, Południowa Wielkopolska, nr 2, czerwiec 1982 r.; premiera adaptacji radiowej: 23 czerwca 1984 r., pr. IV PR)
  - Sprawdzian (pt. Test, czyli jeśli wierzysz w UFO, "Południowa Wielkopolska", nr 12, 1983 r.)
  - Człowiek – literatura (premiera adaptacji radiowej: 27 grudnia 1981 r., pr. I PR)
  - Uf (pt. Ingerencja, "Kwazar" nr 32, jesień 1987 r.)
  - Gorbaczow story ("Ziemia Kaliska", nr 36, 6 września 1991 r., dod. "Literacka Ziemia Kaliska")

Regionalistyka
- Ostrów Wielkopolski w dawnej pocztówce 1897-1939 (1998),
- Powiat ostrowski w dawnej pocztówce do 1939 roku (1999),
- Ostrów Wielkopolski "w pigułce" (2003),
- Historia Ostrowa na każdy dzień (2004),
- Ostrów pod znakiem pegaza – literacki przyczynek do dziejów miasta (2005).